# 2021 dans la traduction
Cet article présente les faits marquants de l'année 2021 dans la traduction.

## Décès

### Janvier
- 19 janvier : Una Chi, Écrivaine et traductrice italienne.

### Mars
- 14 mars : Aurora Cornu, Actrice, cinéaste, écrivaine, poétesse et traductrice roumaine.
- 18 mars : Jerzy Prokopiuk, Philosophe, écrivain, linguiste et traducteur polonais.
- 21 mars : Adam Zagajewski, Linguiste, poète, traducteur, écrivain et professeur d'université polonais.
- 23 mars : Irena Vrkljan, Écrivaine et traductrice croate.
- 24 mars : Uldis Bērziņš, Poète, traducteur et homme politique soviétique, letton puis suédois.

### Avril
- 22 avril : Krystyna Łyczywek, Photographe, traductrice et journaliste polonaise.

### Mai
- 1er mai : Stuart Woolf, Historien et traducteur britannique.

### Juin
- 22 juin : Giulia Niccolai, Photographe, poète, romancière et traductrice italienne.

### Août
- 13 août : Gino Strada, Chirurgien italien.

### Septembre
- 9 septembre : Amanda Holden, Pianiste, librettiste, traductrice, éditrice et professeure britannique.
- 14 septembre : Antonio Martínez Sarrión, Poète, essayiste et traducteur espagnol.
- 20 septembre : Helmut Oberlander, Traducteur ukrainien.

### Novembre
- 21 novembre : Antonio Escohotado, Traducteur, professeur d'université, essayiste et philosophe espagnol.

### Décembre
- 30 décembre : Lya Luft, Écrivaine et traductrice brésilienne.